# Calmodulina

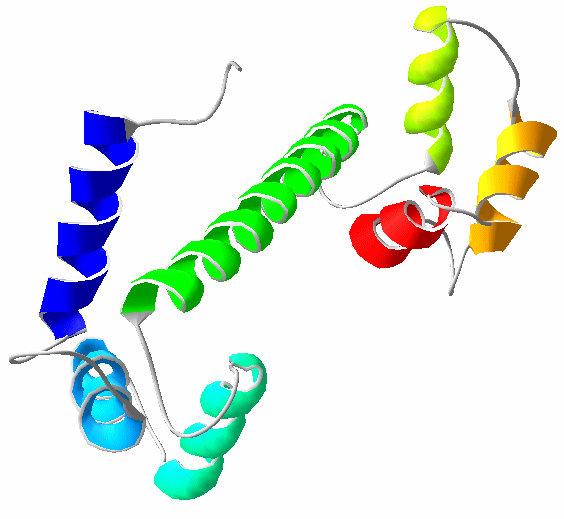
Struttura tridimensionale della calmodulina

Le calmoduline sono proteine particolarmente abbondanti nelle cellule eucariotiche (fino all'1% delle proteine totali). Sono particolarmente importanti nei processi di segnalazione intracellulare, dove lega ioni Ca2+ con alta affinità. Il legame di due o più ioni ne determina un cambiamento conformazionale che le rende adatte a legare proteine bersaglio.
I bersagli della Ca2+/calmodulina sono generalmente proteine di trasporto di membrana, come per esempio le pompe Ca2+ della membrana plasmatica. Una volta attivate queste spingono gli ioni Ca2+ fuori dalla cellula ripristinando il livello normale di ioni nel citosol.
Altri importanti bersagli sono le protein-chinasi dipendenti da Ca2+/calmodulina, la CaM-chinasi. Questa chinasi trasferisce gruppi fosfato su altre proteine in corrispondenza di serine e treonine selezionate (fosforilazione).
Vi sono tre tipi principali di canali ionici che portano l'ingresso di Ca2+ nel citosol:
- Canali del Ca2+ dipendenti da voltaggio, presenti nella membrana plasmatica, si aprono quando la cellula viene depolarizzata.
- Canali di rilascio di Ca2+ regolati da inositolo 1,4,5-trifosfato (IP3), sono presenti nel reticolo endoplasmatico che, tra le varie funzioni, funge da riserva di ioni Ca2+. La via dell'IP3 viene attivata da particolari recettori collegati a proteine G, che a loro volta attivano un enzima attaccato alla membrana plasmatica, la fosfolipasi C-β. La fosfolipasi agisce tagliando un fosfolipide di membrana, il fosfatidilinositolo 4,5-bisfosfato (PI(4,5)P2) generando IP3 e diacilglicerolo. L'IP3 lega i canali ionici del reticolo endoplasmatico aprendoli.
- Recettori della rianodina, responsabili principalmente della contrazione muscolare, rilasciano Ca2+ dal reticolo sarcoplasmatico in risposta a un cambiamento del potenziale di membrana.

## Tipi di calmoduline
- Calmodulina 1 (CALM1)
- Calmodulina 2 (CALM2)
- Calmodulina 3 (CALM3)
- Calmodulina-simile 1 (CALML1)
- Calmodulina-simile 3 (CALML3)
- Calmodulina-simile 4 (CALML4)
- Calmodulina-simile 5 (CALML5)
- Calmodulina-simile 6 (CALML6)